# Michał Staniszewski
Michał Tomasz Staniszewski, né le 16 septembre 1973 à Opoczno, est un céiste polonais pratiquant le slalom.

## Palmarès

### Jeux olympiques
- 2000 à Sydney,  Australie
  -  Médaille d'argent en C-2 slalom avec Krzysztof Kołomański [1]

### Championnats d'Europe de slalom
- 2000 à Mezzana,  Italie
  -  Médaille de bronze en C-2 slalom avec Krzysztof Kołomański